# アプシィ
アプシィ株式会社（英: appci corporation）は、かつて存在した日本のコンピュータゲームソフト開発会社。株式会社IMAGICA GROUPの完全子会社であった。

## 概要
2007年6月、吉岡賢により「タボット株式会社」として創業。家庭用ゲームソフトやアーケードゲームの開発の他にパチンコやスロットなどの遊技機の開発も行っている。
2009年9月に同社初の事業として「ペ・ヨンジュンと学ぶ韓国語DS」を開発。
2010年より遊技機の開発事業に参加。同年6月に「ラブプラス+」を開発。
2011年7月に初のパブリッシュ作品として「もののけWANTED！」を開発・配信開始。
2013年1月に「銀魂のすごろく」を開発。
2018年6月5日、「アプシィ株式会社」へ商号変更。沖縄県に開発スタジオである「STUDIO MANTA」を所有している。同年11月に開発を担当した「イドラ ファンタシースターサーガ」が配信開始。
2024年2月6日付でIMAGICA GROUPが全株式を取得し同社の完全子会社となる。
2025年1月1日付でIMAGICA GEEQに吸収合併され解散。

## ゲームタイトル
| 発売・配信日 | 発売・配信日 | タイトル                                                                  | プラットフォーム                                              | 開発                                               | 発売・配信元                     |
| ------------ | ------------ | ------------------------------------------------------------------------- | ------------------------------------------------------------- | -------------------------------------------------- | -------------------------------- |
| 2009年       | 9月19日      | ペ・ヨンジュンと学ぶ韓国語DS                                              | ニンテンドーDS                                                | アプシィ                                           | ディースリー・パブリッシャー     |
| 2009年       | 10月25日     | TANK!TANK!TANK!                                                           | アーケード                                                    | アプシィ                                           | バンダイナムコゲームス           |
| 2009年       | 10月25日     | 珍スポーツ                                                                | Wii                                                           | アプシィ                                           | セガ                             |
| 2009年       | 11月26日     | モーキャップスポーツ                                                      | アーケード                                                    | アプシィ                                           | コナミデジタルエンタテインメント |
| 2010年       | 6月24日      | ラブプラス+                                                               | ニンテンドーDS                                                | アプシィ                                           | コナミデジタルエンタテインメント |
| 2010年       | 8月26日      | ペ・ヨンジュンと学ぶ韓国語DS デート編、テスト編                           | ニンテンドーDS                                                | アプシィ                                           | ディースリー・パブリッシャー     |
| 2011年       | 7月25日      | もののけWANTED！                                                          | フィーチャーフォン                                            | アプシィ                                           | アプシィ                         |
| 2011年       | 12月7日      | スティールクロニクル                                                      | アーケード                                                    | アプシィ                                           | コナミデジタルエンタテインメント |
| 2012年       | 2月14日      | NEW ラブプラス                                                            | ニンテンドー3DS                                               | アプシィ                                           | コナミデジタルエンタテインメント |
| 2012年       | 12月20日     | とんがりボウシと魔法の町                                                  | ニンテンドー3DS                                               | アプシィ                                           | コナミデジタルエンタテインメント |
| 2013年       | 1月24日      | 銀魂のすごろく                                                            | PlayStation Portable                                          | アプシィ                                           | バンダイナムコゲームス           |
| 2013年       | 7月25日      | ビーストサーガ 最強激突コロシアム！                                       | ニンテンドー3DS                                               | アプシィ                                           | 日本コロムビア                   |
| 2013年       | 7月31日      | スティールクロニクル Be クロスアームズ                                    | アーケード                                                    | アプシィ                                           | コナミデジタルエンタテインメント |
| 2013年       | 11月13日     | 慟哭のディアボロス                                                        | iOS/Android                                                   | アプシィ                                           | シリコンスタジオ                 |
| 2013年       | 12月11日     | スティールクロニクル ヴィクトルーパーズ                                   | アーケード                                                    | アプシィ                                           | コナミデジタルエンタテインメント |
| 2014年       | 2月14日      | スティールクロニクル ガーネッシュ                                         | アーケード                                                    | アプシィ                                           | コナミデジタルエンタテインメント |
| 2014年       | 10月9日      | スゴロクモンスターズ                                                      | iOS/Android                                                   | アプシィ                                           | アプリボット                     |
| 2014年       | 11月4日      | Harvest Moon 3D： The Lost Valley                                         | ニンテンドー3DS ニンテンドーDS                                | アプシィ                                           | Natsume Inc.                     |
| 2014年       | 11月13日     | ディスク・ウォーズアベンジャーズ アルティメットヒーローズ                 | ニンテンドー3DS                                               | アプシィ                                           | バンダイナムコゲームス           |
| 2015年       | 8月27日      | タワーオブプリンセス                                                      | iOS/Android/PC                                                | アプシィ                                           | フィールズ                       |
| 2016年       | 4月18日      | HARVEST MOON Seeds of Memories                                            | iOS/Android                                                   | アプシィ                                           | Natsume Inc.                     |
| 2016年       | 1月28日      | アリスオーダー                                                            | iOS/Android                                                   | アプシィ                                           | スクウェア・エニックス           |
| 2016年       | 11月8日      | Harvest Moon: Skytree Village                                             | ニンテンドー3DS                                               | アプシィ                                           | Natsume Inc.                     |
| 2017年       | 1月19日      | Birthdays the Beginning                                                   | PlayStation 4                                                 | アプシィ                                           | アークシステムワークス           |
| 2017年       | 4月12日      | フレイム×ブレイズ                                                         | iOS/Android                                                   | アプシィ                                           | スクウェア・エニックス           |
| 2017年       | 6月21日      | フィギュアヘッズ エース                                                   | アーケード                                                    | アプシィ                                           | スクウェア・エニックス           |
| 2017年       | 10月4日      | ひらがな男子 いつらのこゑ                                                 | iOS/Android                                                   | アプシィ                                           | アプシィ                         |
| 2017年       | 11月15日     | Harvest Moon: Light of Hope                                               | PC                                                            | アプシィ                                           | Natsume Inc.                     |
| 2018年       | 8月30日      | リトルドラゴンズカフェ -ひみつの竜とふしぎな島-                           | Nintendo Switch                                               | アプシィ                                           | マーベラス                       |
| 2018年       | 11月27日     | イドラ ファンタシースターサーガ                                           | iOS/Android                                                   | アプシィ                                           | セガ→アプシィ                    |
| 2019年       | 9月6日       | モンスト ドリームカンパニー                                               | iOS/Android                                                   | アプシィ                                           | ミクシィ                         |
| 2019年       | 11月5日      | Harvest Moon: Mad Dash                                                    | iOS/Android Nintendo Switch PlayStation 4/PC                  | アプシィ                                           | Natsume Inc.                     |
| 2019年       | 11月19日     | おまつりクエスト ヒッパレQ                                                | アーケード                                                    | アプシィ                                           | タイトー                         |
| 2020年       | 4月30日      | Mogpets                                                                   | Facebook                                                      | アプシィ                                           | タニタヘルスリンク               |
| 2021年       | 3月2日       | Harvest Moon：One World                                                   | Nintendo Switch PlayStation 4                                 | アプシィ                                           | Natsume Inc.                     |
| 2021年       | 6月4日       | DCスーパーヒーローガールズ ティーンパワー                                 | Nintendo Switch                                               | アプシィ トイボックス                              | 任天堂                           |
| 2021年       | 11月4日      | おしりたんてい ププッ みらいのめいたんていとうじょう                      | Nintendo Switch                                               | アプシィ                                           | 日本コロムビア                   |
| 2022年       | 3月31日      | Pictnator                                                                 | PC                                                            | アプシィ                                           | Fingger                          |
| 2023年       | 7月28日      | なつもん! 20世紀の夏休み                                                  | Nintendo Switch                                               | アプシィ ミレニアムキッチン トイボックス           | スパイク・チュンソフト           |
| 2023年       | 8月23日      | アスタータタリクス                                                        | iOS/Android                                                   | アプシィ（企画・プログラム・グラフィック協力） FgG | gumi                             |
| 2023年       | 9月26日      | Harvest Moon：The Winds of Anthos                                         | Nintendo Switch PlayStation 5/4 Xbox SeriesX/S Xbox One Steam | アプシィ                                           | Natsume Inc.                     |
| 2023年       | 10月6日      | 人生ゲーム for Nintendo Switch                                            | Nintendo Switch                                               | アプシィ                                           | タカラトミー                     |
| 2023年       | 11月16日     | 映画 すみっコぐらし ツギハギ工場のふしぎなコ ゲームであそぼう! 映画の世界 | Nintendo Switch                                               | アプシィ                                           | 日本コロムビア                   |
| 2024年       | 4月24日      | モバミクエスト                                                            | PCブラウザ                                                    | アプシィ                                           | ディー・エヌ・エー               |
| 2024年       | 8月23日      | Harvest Moon：Home Sweet Home                                             | iOS/Android                                                   | アプシィ                                           | Natsume Inc.                     |
| 2024年       | 12月5日      | ほねほねザウルスX 超合体!ビルド&バトル                                    | Nintendo Switch                                               | アプシィ                                           | 日本コロムビア                   |